# Aulonocnemis andohahelica
Aulonocnemis andohahelica är en skalbaggsart som beskrevs av Renaud Maurice Adrien Paulian 1975. Aulonocnemis andohahelica ingår i släktet Aulonocnemis och familjen Aulonocnemidae. Inga underarter finns listade.